# 李文續
李文續（1534年—？年），字德延，號紹庭，四川敘州府宜賓縣人，民籍，治《詩經》，明朝政治人物。

## 生平
嘉靖三十四年（1555年）乙卯科四川鄉試第三十八名舉人。嘉靖三十八年（1559年）中式己未科會試第四十二名，三甲第一百四十二名進士。初授中书舍人，四十二年十一月选授湖广道試御史，四十三年三月實授，四十四年巡按直隶盐政，条陈盐法事宜，四十五年巡按河南，隆慶元年（1567年）正月升浙江按察司佥事，四年十月升广西右参议，升雲南副使，万历六年（1578年）八月升本省右参政，十一年（1583年）正月復除原职，十一月升雲南按察使，十三年六月升右布政使，轉河南左布政，十七年正月考察去职。

## 家族
曾祖李伯恂，典史；祖父李本雄，歲貢生；父李夔，母王氏。